# Železniško postajališče Rodica
Železniško postajališče Rodica je eno izmed železniških postajališč v Sloveniji, ki se nahaja v bližini naselja Rodica pri Domžalah in tik ob glavni cesti med Domžalami in Kamnikom.

## Zgodovina
Leta 1935 zgrajeno postajno poslopje so zaradi dotrajanosti porušili 17. in 18. decembra 2010. V letu 2011 so ga nameravali nadomestiti z nadstrešnico.